# Matheus Nunes
Matheus Luiz Nunes  (phát âm tiếng Bồ Đào Nha: [mɐˈtewʒ ˈnunɨʃ]; sinh ngày 27 tháng 8 năm 1998) là một cầu thủ bóng đá chuyên nghiệp hiện đang chơi ở vị trí tiền vệ cho câu lạc bộ Manchester City và đội tuyển Bồ Đào Nha.
Nunes bắt đầu sự nghiệp thi đấu ở Ericeirense, trước khi chuyển đến đội bóng thi đấu tại LigaPro, Estoril. Trong khoảng thời gian tại câu lạc bộ này, Nunes chủ yếu chơi cho đội dự bị, trước khi chuyển đến đội bóng thi đấu ở Liga Portugal, Sporting CP vào tháng 1 năm 2019. Ở mùa giải 2020-21, Nunes đã giúp Sporting giành cú đúp danh hiệu gồm Liga Portugal và Taça da Liga.
Ngày 18 tháng 8 năm 2022, Nunes chuyển tới Wolverhampton Wanderers với mức phí kỉ lục của câu lạc bộ.
Sinh ra và lớn lên tại Brasil cho đến năm 12 tuổi, tuy nhiên Nunes đã chọn thi đấu cho đội tuyển Bồ Đào Nha, và có trận ra mắt đội tuyển vào năm 2021.

## Sự nghiệp câu lạc bộ

### Khởi đầu sự nghiệp
Sinh ra tại Rio de Janeiro, có bố là người Bồ Đào Nha còn mẹ là người Brasil, Nunes chuyển tới Ericeira, Quận Lisbon ở tuổi 13 cùng mẹ và bố dượng. Nunes bắt đầu chơi bóng với câu lạc bộ địa phương Ericeirense, và cũng làm việc trong tiệm bánh của gia đình trong một thời gian ngắn.
Nunes có trận ra mắt chuyên nghiệp cho Ericeirense trong mùa giải 2015-16, trong Lisbon Football Association. Nunes bắt đầu giai đoạn tiền mùa giải 2017 theo dạng thử việc tại Oriental, nhưng không được kí hợp đồng vì chấn thương đùi, Nunes sau đó trở về với câu lạc bộ ban đầu.

### Estoril
Nunes kí hợp đồng với Estoril vào mùa hè 2018. Anh có trận ra mắt tại LigaPro vào ngày 14 tháng 10 cùng năm trong trận hòa 2-2 trước Varzim, Nunes được đá chính nhưng phải rời sân sớm vì chấn thương ngay trước khi hiệp một khép lại. Hầu hết khoảng thời gian ở Estoril, Nunes thường phải chơi cho đội trẻ.

### Sporting CP
Ngày 29 tháng 1 năm 2019, Nunes gia nhập Sporting CP ở Primeira Liga với một bản hợp đồng kéo dài 5,5 năm cùng mức phí 500 ngàn Euro cho 50% quyền lợi tài chính của Nunes, cùng với đó là một điều khoản giải phóng trị giá 45 triệu Euro. Màn trình diễn của Nunes khi đối đầu với Sporting trong màu áo Estoril ở vòng bảng Taça da Liga đã giúp cầu thủ này lọt vào mắt xanh của đội ngũ tuyển trạch của Sporting, những người đã quyết định đưa Nunes về.
Sau khi chơi cho đội U23 Sporting, Nunes có lần đầu được gọi lên đội một bởi huấn luyện viên Rúben Amorim vào ngày 4 tháng 6 năm 2020, vào sân từ băng ghế dự bị trong trận hòa 2-2 với Vitória de Guimarães ở Primeira Liga. Ngày 23 tháng 10, Nunes đồng ý gia hạn hợp đồng với Sporting thêm một năm, qua đó nâng mức giá giải phóng từ 45 triệu Euro thành 60 triệu Euro, với Sporting trả nốt 450 ngàn Euro để sở hữu hoàn toàn quyền lợi tài chính của Nunes.
Nunes ghi bàn thắng đầu tiên ở giải Ngoại hạng Bồ Đào Nha vào ngày 2 tháng 1 năm 2021, ấn định thắng lợi 2-0 trước Braga. bàn thắng thứ hai đến vào đầu tháng Hai, ở phút bù giờ để giúp Sporting đánh bại Benfica với tỉ số 1–0 trong trận Derby de Lisboa, Nunes cũng được bầu là cầu thủ xuất sắc nhất trận. Với sự rời đi của João Mário, Nunes có được vị trí chắc chắn trong đội một, và vào ngày 15 tháng 9, trong trận ra mắt UEFA Champions League, Nunes đã có đường kiến tạo cho Paulinho trong thất bại 1-5 trước Ajax. Sau khi giúp Sporting có chuỗi sáu trận toàn thắng ở giải quốc nội, bao gồm trận Derby de Lisboa với Benfica, trận đấu mà Nunes có một kiến tạo và một bàn thắng trong thắng lợi 3-1 trên sân khách, Nunes cũng được bầu là tiền vệ xuất sắc nhất giải đấu trong tháng 10 và 11. Ngày 15 tháng 2 năm 2022, ở lượt đi vòng 16 đội UEFA Champions League, mặc dù đội nhà thua 0-5 trước Manchester City, Pep Guardiola, người đã bị ấn tượng bởi những màn trình diễn của Nunes, đã ca ngợi anh là "một trong những cầu thủ giỏi nhất thế giới".

### Wolverhampton Wanderers
Ngày 18 tháng 8 năm 2022, sau nhiều tháng đồn đoán và chờ đợi, Nunes đã chuyển tới câu lạc bộ ở Premier League, Wolverhampton Wanderers với mức giá kỉ lục của câu lạc bộ. Ở đội bóng mới, Nunes sẽ mặc chiếc áo số 27.

## Sự nghiệp quốc tế
Ngày 8 tháng 8 năm 2021, sau khi đã sinh sống ở Bồ Đào Nha được mười năm, Nunes nhận được hộ chiếu Bồ Đào Nha. Cuối tháng đó, trong sinh nhật tuổi 23 của mình, Nunes được triệu tập lên đội tuyển Brasil bởi huấn luyện viên Tite với tư cách là một trong những người thay thế cho chín cầu thủ đang thi đấu tại Anh, cho các trận vòng loại World Cup 2022 khu vực Nam Mỹ đối đầu với Chile, Argentina và Peru; Nunes từ chối lời triệu tập này, bởi bản thân sẽ phải cách ly khi trở về Brasil vì chưa hoàn thành các mũi tiêm vắc-xin phòng COVID-19. Vì vậy, Nunes quyết định không phục vụ cho đất nước nơi mình được sinh ra, sau đó Nunes được liên hệ bởi huấn luyện viên đội tuyển Bồ Đào Nha, ông Fernando Santos, người đã thuyết phục Nunes chơi cho Bồ Đào Nha.
Nunes đã được triệu tập bởi Santos vào ngày 30 tháng 9 năm 2021 cho các trận đấu vòng loại World Cup 2022 khu vực châu Âu gặp Luxembourg và trận giao hữu với Qatar. Nunes có trận ra mắt vào ngày 9 tháng 10, đá chính trong chiến thắng 3-0 trong trận giao hữu với Qatar ở Algarve. Nunes ghi bàn thắng đầu tiên cho đội tuyển quốc gia vào ngày 22 tháng 3 trong chiến thắng 3-1 trước Thổ Nhĩ Kỳ ở bán kết vòng play-off.

## Lối chơi
Nunes thường được triển khai đá cặp với một cầu thủ ở hàng tiền vệ trong sơ đồ 3-4-3 của Sporting, chơi như một số 8 và luôn có thiên hướng chơi cao hơn về phía trước để đóng góp vào mặt trận tấn công và cũng sở hữu cho mình khả năng chuyền bóng tốt,  Nunes có thể tung ra các đường chuyền khác nhau phụ thuộc vào ý định của cầu thủ này, chuyển hướng tấn công hoặc các đường chuyền xuyên tuyến để chọc thủng hàng phòng ngự của đối thủ, và luôn thực hiện rất hiệu quả. Nunes cũng có khả năng kéo bóng và thực hiện các tình huống chạy nước rút, sử dụng sự kết hợp giữa tốc độ và sức mạnh của bản thân, cầu thủ này cũng có kĩ thuật cá nhân tốt. Nunes cũng có khả năng đọc và dự đoán các tình huống trong trận đấu rất tốt, điều này giúp Nunes thực hiện các tình huống tranh chấp lấy bóng hiệu quả.

## Thống kê sự nghiệp

### Câu lạc bộ
Tính đến 13 tháng 8 năm 2022
| Câu lạc bộ  | Mùa giải  | Giải đấu      | Giải đấu | Giải đấu  | Cúp quốc gia | Cúp quốc gia | Cúp liên đoàn | Cúp liên đoàn | Châu lục | Châu lục  | Khác    | Khác      | Tổng cộng | Tổng cộng |
| Câu lạc bộ  | Mùa giải  | Hạng đấu      | Số trận  | Bàn thắng | Số trận      | Bàn thắng    | Số trận       | Bàn thắng     | Số trận  | Bàn thắng | Số trận | Bàn thắng | Số trận   | Bàn thắng |
| ----------- | --------- | ------------- | -------- | --------- | ------------ | ------------ | ------------- | ------------- | -------- | --------- | ------- | --------- | --------- | --------- |
| Ericeirense | 2015–16   | Lisbon FA     | 8        | 1         | —            | —            | —             | —             | —        | —         | —       | —         | 8         | 1         |
| Ericeirense | 2016–17   | Lisbon FA     | 5        | 1         | —            | —            | —             | —             | —        | —         | —       | —         | 5         | 1         |
| Ericeirense | Tổng cộng | Tổng cộng     | 13       | 2         | —            | —            | —             | —             | —        | —         | —       | —         | 13        | 2         |
| Estoril     | 2018-19   | LigaPro       | 6        | 0         | 0            | 0            | 2             | 0             | —        | —         | —       | —         | 8         | 0         |
| Sporting CP | 2019-20   | Liga Portugal | 10       | 0         | 0            | 0            | 0             | 0             | —        | —         | —       | —         | 10        | 0         |
| Sporting CP | 2020-21   | Liga Portugal | 31       | 3         | 3            | 0            | 3             | 0             | 2        | 0         | —       | —         | 39        | 3         |
| Sporting CP | 2021-22   | Liga Portugal | 33       | 3         | 6            | 1            | 4             | 0             | 6        | 0         | 1       | 0         | 50        | 4         |
| Sporting CP | 2022-23   | Liga Portugal | 2        | 1         | 0            | 0            | 0             | 0             | 0        | 0         | —       | —         | 2         | 1         |
| Sporting CP | Tổng cộng | Tổng cộng     | 76       | 7         | 9            | 1            | 7             | 0             | 8        | 0         | 1       | 0         | 101       | 8         |
| Tổng cộng   | Tổng cộng | Tổng cộng     | 95       | 9         | 9            | 1            | 9             | 0             | 8        | 0         | 1       | 0         | 122       | 10        |

### Quốc tế
Tính đến 21 tháng 3 năm 2024
| Dội tuyển  | Năm       | Số trận | Bàn thắng |
| ---------- | --------- | ------- | --------- |
| Bồ Đào Nha | 2021      | 3       | 0         |
| Bồ Đào Nha | 2022      | 8       | 1         |
| Bồ Đào Nha | 2024      | 1       | 1         |
| Tổng cộng  | Tổng cộng | 12      | 2         |

### Bàn thắng quốc tế
Tính đến 21 tháng 3 năm 2024
| # | Ngày                | Sân vận động                                            | Đối thủ    | Tỉ số (lúc ghi bàn) | Kết quả | Giải đấu                      |
| - | ------------------- | ------------------------------------------------------- | ---------- | ------------------- | ------- | ----------------------------- |
| 1 | 24 tháng 3 năm 2022 | Sân vận động Dragão, Porto, Bồ Đào Nha                  | Thổ Nhĩ Kỳ | 3–1                 | 3–1     | Vòng loại FIFA World Cup 2022 |
| 2 | 21 tháng 3 năm 2024 | Sân vận động D. Afonso Henriques, Guimarães, Bồ Đào Nha | Thụy Điển  | 2–0                 | 5–2     | Giao hữu                      |

## Danh hiệu
Sporting CP
- Primeira Liga: 2020–21[30]
- Taça da Liga: 2020–21,[31] 2021–22[32]
- Supertaça Cândido de Oliveira: 2021[33]

Manchester City
- Premier League: 2023–24
- FA Community Shield: 2024
- FIFA Club World Cup: 2023[34]

Cá nhân
- Tiền vệ xuất sắc nhất tháng ở Primeira Liga: 2021-22 (Tháng 10, 11 năm 2021)[35]
- Đội hình xuất sắc nhất năm ở Primeira Liga: 2021-22[36]